# 岩城博俊
岩城 博俊（いわき ひろとし、1952年3月26日 - ）は、東京都出身の元騎手・元調教助手・元調教師。

## 来歴
元々競馬とは縁が無かったが、生来の動物好きから1970年10月より中山・斎藤籌敬厩舎所属の騎手候補生となり、1976年に23歳で騎手免許を取得して同厩舎よりデビュー。3年目の1978年に結婚し、妻が入信していたことから、1980年に自らも創価学会へ入会。
1979年の皐月賞・カシマセイカンでGI級レース及び八大競走初騎乗を果たし、レースでは人気の逃げ馬・リキアイオーにスタートから競りかける見せ場を作り、盛山毅（当時・フジテレビアナウンサー）は「喧嘩を仕掛けていきました岩城!」と実況している。
1982年には自己最多で自身唯一の2桁となる12勝をマークし、フアリングボーイで東京優駿初騎乗を果たす。
1985年1月27日の東京第5競走障害5歳以上未勝利でタツミシローに騎乗の最中に落馬事故を起こし、外傷性くも膜下出血、脳挫傷、右半身麻痺の重傷でヘルメットが割れるという滅多にない大事故であった。直ちに都立府中病院に収容されると集中治療室で治療が始まり、妻が駆け付けた時には意識不明で出血が止まらない状態であり、医師達は最悪の事態に備えて治療を続けていた。8時間後に意識は回復し、CTスキャン検査で頭に十円玉ほどの腫瘍が発見されたが、もう少し様子を見るということで手術は見合わされた。腫瘍は1週間で消えて奇跡的に回復し、数ヶ月かかると思われた入院も、僅か11日にして自宅療養を許されたが、一時的な記憶喪失や平衡感覚の欠如と様々な後遺症に悩まされる。
一時は引退も考えたが、懸命のリハビリの末に1986年10月4日に復帰。東京第7競走4歳以上400万下・クインコスモスで堂々2着の成績を挙げてファンの声援に応えると、1987年4月19日には中山第2競走4歳未勝利・セブンアイリスで2年3ヶ月ぶりの勝利を挙げ、スポーツ新聞にも感動のドラマとして紹介された。1988年から調教師試験に挑戦を始め、1989年2月に現役を引退。騎手成績は中央競馬通算1023戦68勝。
引退後は同年3月より美浦・加賀武見厩舎所属の調教助手となり、調教師試験には毎年夏から秋にかけて真夜中に起きて試験勉強に取り組み、2年目に一次試験を通っただけで7年間不合格が続いたが、1995年2月より調教師免許を取得。6月から1カ月余り、フランス、イギリス、アイルランドへ研修へ赴いた。
1996年に美浦北で厩舎を開業し、3月に管理馬を初出走させ、4月にのべ16頭目で管理馬が初勝利を挙げた。同年からは富田六郎厩舎に所属していたアロハドリームが富田の引退に伴い移籍し、1997年には中京記念・函館記念と重賞2勝を挙げて天皇賞（秋）の有力馬の1頭に名を連ねたが、その天皇賞への出走登録をし忘れて出走が不可能となった。
晩年の管理馬の数は6頭と管理馬不足に悩まされ、2005年の東京オータムジャンプにセントラルオーカンを出走させたのを最後に重賞クラスの馬も管理することがなくなっていた。2009年2月12日に28日付で調教師を勇退し、3月から和田正道厩舎の調教助手となることが発表されたが、「調教師時代に厩舎の従業員にまともに給料を払えなかったような人間と一緒に仕事をしたくはない」「そのまま助手として働かせるのは周囲に対し示しがつかない」と調教師会・厩務員組合から猛反発を受けたため、実際には調教助手としての勤務は行っていないとされる。

## 記録

### 騎手
|          | 日付          | 競馬場・開催・レース   | 競走名         | 格 | 馬名           | 頭数 | 人気 | 着順 |
| -------- | ------------- | ---------------------- | -------------- | -- | -------------- | ---- | ---- | ---- |
| 初騎乗   | 1976年3月6日  | 第1回中山2日目5レース  | 4歳未勝利      | -  | ロングライナー | 14頭 | 8    | 13着 |
| 初勝利   | 1976年3月13日 | 第1回中山5日目12レース | 5歳以上300万下 | -  | マツパレード   | 14頭 | 3    | 1着  |
| 最終勝利 | 1987年4月19日 | 第3回中山8日目2レース  | 4歳未勝利      | -  | セブンアイリス | 10頭 | 6    | 1着  |
| 最終騎乗 | 1989年2月26日 | 第2回中山2日目5レース  | 4歳新馬        | -  | マルケンチュー | 12頭 | 11   | 12着 |

### 調教師
|            | 日付           | 競馬場・開催・レース   | 競走名   | 格      | 馬名           | 頭数 | 人気 | 着順 |
| ---------- | -------------- | ---------------------- | -------- | ------- | -------------- | ---- | ---- | ---- |
| 初出走     | 1996年3月9日   | 第1回中山5日目9レース  | 常陸特別 | 900万下 | セーガルスキー | 9頭  | 8    | 9着  |
| 初勝利     | 1996年4月20日  | 第1回新潟1日目10レース | 湯沢特別 | 500万下 | リズムクリアー | 14頭 | 4    | 1着  |
| 重賞初出走 | 1997年3月16日  | 第1回中京6日目11レース | 中京記念 | GIII    | アロハドリーム | 16頭 | 3    | 1着  |
| 重賞初勝利 | 1997年3月16日  | 第1回中京6日目11レース | 中京記念 | GIII    | アロハドリーム | 16頭 | 3    | 1着  |
| GI初出走   | 1997年12月21日 | 第5回中山8日目9レース  | 有馬記念 | GI      | アロハドリーム | 16頭 | 16   | 12着 |

|        | 日付           | 競馬場・開催・レース   | 競走名                       | 格       | 馬名             | 頭数 | 人気 | 着順 |
| ------ | -------------- | ---------------------- | ---------------------------- | -------- | ---------------- | ---- | ---- | ---- |
| 初出走 | 1996年4月23日  | 第1回川崎4日目10レース | エイプリル賞（中央交流）     | サラ系C1 | グローリーデイズ | 9頭  | 1    | 2着  |
| 初勝利 | 1996年10月16日 | 7回浦和2日目8レース    | マルチサンド特別（中央交流） | -        | パニオロキング   | 10頭 | 3    | 1着  |

### 主な管理馬
- アロハドリーム（1997年中京記念、函館記念）

## 厩舎スタッフ
- 小島茂之（1999年11月 - 2002年2月調教助手）